# Anievas
Anievas è piccolo comune spagnolo situato nella zona centrale della comunità autonoma della Cantabria, comarca di Besaya. Il territorio comunale è solcato dal fiume Besaya e dalla sua valle, nonché dall'affluente Casares.
Quattro sono i centri abitati che costituiscono il comune: Barriopalacio, Calga, Villasuso e Cotillo. Quest'ultimo è il capoluogo con la sede comunale, e dista 54 km da Santander.
L'ambiente è collinare con altitudini che vanno dal minimo di 210 metri al massimo dei 965 (l'altitudine di Cotillo è di 268 metri) e il paesaggio è dominato da prati foraggeri e pascoli. La fonte principale dell'economia è data dall'agricoltura e principalmente dall'allevamento del bestiame. Diversi sono i cittadini che lavorano nelle industrie dei paesi vicini. La popolazione attiva è così distribuita: nel settore primario il 23,5%, nel secondario il 37,4% e nel terziario il 29,1%. A causa dell'emigrazione giovanile verso località che offrono migliori possibilità di lavoro si nota da alcuni decenni un invecchiamento della popolazione e un calo del numero di abitanti, fenomeno comune anche ad altri centri della Cantabria.

## Storia
In Cantabria i numerosi ritrovamenti archeologici evidenziano la presenza umana nel Paleolitico, favorita dalle caratteristiche del territorio ricco di grotte e caverne naturali. I primi insediamenti stabili si verificarono con l'arrivo di popoli celti dall'Europa centrale che si fusero con le tribù locali dando luogo a quelle popolazioni cantabriche che si opposero duramente all'invasione romana per diversi anni. Durante le guerre cantabriche la valle del Besaya ebbe un'importanza strategica notevole come via di passaggio delle legioni romane dalla Meseta al litorale. Nel medioevo i paesi della valle Anievas del Besaya godettero di una certa autonomia sotto il potere della Monarchia e della Chiesa. La più antica citazione di Anievas si trova in un atto del 1345 in cui si precisava che queste terre passavano in signoria a Garcilaso de la Vega che aveva acquistato diversi beni nella zona. Agli inizi del XV secolo la giurisdizione sul territorio della valle passò all'ammiraglio Diego de Mendoza, uno degli uomini più ricchi dei suoi tempi che aveva sposato Leonor de la Vega che aveva il possesso di circa la metà della Cantabria. Nei tempi successivi la signoria passò alla casata degli Infantado. Nella prima metà del XV secolo i paesi delle Valli si contrapposero al sistema di potere feudale instauratosi anche per la debolezza del re, stanchi di essere governati autoritariamente dai feudatari che li avevano privati di ogni privilegio di autogoverno di cui godevano per il passato quando il re si valeva di propri governatori lasciando però ai consigli popolari alcune prerogative nell'amministrazione civile dei propri centri.
Nacque così, dopo l'insuccesso della protesta ufficiale al re, il Pleito de los Valles conflitto soprattutto legale fra i consigli dei paesi delle valli e i signori che si trascinò per circa un secolo e si chiuse con la sentenza della Real Chancillería di Valladolid emessa nel 1581. Con questa sentenza favorevole alle valli si disposero il ritorno al potere diretto del re sia giudiziario che civile con le nomine degli alcalde e dei governatori delle province e ai privilegi di governo amministrativo delle singole popolazioni. I paesi della Valle Anievas del Besaya riottennero perciò i propri consigli popolari con il potere di amministrare direttamente i beni comunali, di eleggere i propri governanti e di difendere i propri interessi, anche se restò la signoria dei Vega - Infantado.
Negli anni fra il 1645 e il 1778 la Valle di Anievas ebbe la potestà di nominare propri rappresentanti nelle Juntas della Marindad de las Asturias de Santillana destinata a diventare poi la provincia di Cantabria attuale.
Nel 1822 i centri della Valle del Besaya si unirono nel comune costituzionale di Anievas con gli stessi confini attuali.

## Monumenti e luoghi d'interesse
- Iglesia de San Andrés, chiesa romanica del XII secolo dichiarata Bien de Interés Cultural
- Iglesia Parroquial de Santa Eulalia, del XVIII secolo
- Ermita de San Roque, del XVII secolo
- Casa solariega de la Plazuela, edificio nobiliare in pietra del XIX secolo nel borgo di Villasuso.
- Resti del Castro sul monte La Espina del Gallego scoperto nel 1994: fu una fortezza assediata e poi occupata dai Romani nel corso delle guerre cantabriche. Con altri siti archeologici nelle vicinanze, il Castro è dichiarato nel 2002 Bien de Interés Cultural.

Inoltre sono da notare in tutti e quattro i centri del comune le file 2, 3, 4 case in pietra di architettura tipica della zona ben conservate e risalenti al XVIII secolo.
A Villasuso c'è l'unico Hórreo tipico della Cantabria ancora in piedi dei tanti che costellavano le campagne di Anievas e degli altri comuni vicini. Si tratta di magazzini o granai rurali che servivano a più persone per il ricovero e la conservazione di grano o altri prodotti agricoli. Pur essendo una costruzione in legno l'horreo cantabrico, che si differenzia dagli horreos asturiani e della Galizia, ha la caratteristica di non avere alcun chiodo; la struttura è formata da quattro tronchi verticali di castagno o di rovere, vertici del perimetro della costruzione in legno, che sorreggono il tetto a quattro acque di pietre del fiume.

## Feste
Le feste di Anievas sono composte da attività ludiche, sportive, musicali e di danze assieme a celebrazioni religiose e si concludono con la verbena cioè con la festa notturna. Tradizionali sono le esibizioni dei piteros suonatori di zufolo e dei tamborilleros di tamburo particolarmente abili.
Il calendario delle feste prevede: Santa Ana il 2 luglio a Calga, La Virgen de la Nieves il 6 agosto a Cotillo, Nuestra Señora de la Asuncion il 15 agosto a Barriopalacio, San Roque il 16 agosto a Villasuso.